# یاوواپا بوراپولچای
یاوواپا بوراپولچای (تایلندی: เยาวภา บุรพลชัย؛ زادهٔ ۶ سپتامبر ۱۹۸۴) ورزشکار تکواندو اهل تایلند است.
وی در مسابقات کشوری و بین‌المللی در مجموع برندهٔ ۱ مدال طلا، ۱ مدال نقره، ۲ مدال برنز شده‌است.